# آرش شرقی
آرش شرقی (زادهٔ ۱۷ خرداد ۱۳۷۹ در اصفهان) بازیکن فوتبال ایرانی است که هم‌اکنون برای باشگاه گالاتاسرای ترکیه و تیم ملی امید ایران در پست دروازه‌بان بازی می‌کند.
-شرقی که الگوی ورزشی خود را ناصر حجازی می‌داند فوتبال را در ۸ سالگی از آکادمی فوتبال سپاهان آغاز کرد و در ۱۳ سالگی به دیگر تیم اصفهانی، ذوب‌آهن، منتقل شد و نهایتاً در سال ۱۳۹۷ با حضور در ترکیه و موفقیت در تست‌های باشگاه گالاتاسرای که از مهمترین تیم های ترکیه است، به عضویت تیم جوانان این باشگاه درآمد.
وی در دی ۱۳۹۷ برای اولین بار توسط زلاتکو کرانچار به تیم ملی امید ایران دعوت شد.